# تارن‌فلوربیل
تارن‌فلوربیل (انگلیسی: Tarenflurbil) (یا Flurizan یا R-flurbiprofen) تک انانتیومر راسمات NSAID فلوربی‌پروفن است. این دارو برای چندین سال، پژوهش‌ها و آزمایش‌هایی برای این دارو توسط «Myriad Genetics» انجام شد تا پتانسیل آن به عنوان درمانی برای بیماری آلزایمر بررسی شود. این پژوهش‌ها در ژوئن ۲۰۰۸ به پایان رسید، زمانی که شرکت اعلام کرد که توسعه این ترکیب را متوقف می‌کند.

## مکانیسم عمل
در غلظت‌های درمانی پیشنهادی، این مولکول فاقد فعالیت ضد التهابی است و آنزیم‌های سیکلواکسیژناز ۱ (COX-1) یا سیکلواکسیژناز ۲ (COX-2) را مهار نمی‌کند. تنها انانتیومرهای S آریل پروپیونیک اسید NSAID می‌توانند به شدت COX را مهار کنند، در حالی که انانتیومرهای R تقریباً هیچ فعالیت COX ندارند.  آر-فلوربی‌پروفن به طور ناکارآمد به اس-فلوربی‌پروفن تبدیل می‌شود، به طوری که ۱.۵٪ از R-انانتیومر تحت وارونگی زیستی به شکل S قرار می‌گیرد. اگرچه این ترکیب فاقد فعالیت در برابر COX است، مطالعات نشان داده‌اند که این دارو یک کاهش دهنده قوی سطوح آمیلوئید بتا، ترکیب اصلی پلاک‌های آمیلوئید در بیماری آلزایمر است، و بنابراین علاقه به این دارو به عنوان یک عامل درمانی وجود دارد.